# Gregor Schlierenzauer
Gregor „Schlieri“ Schlierenzauer (* 7. Jänner 1990 in Fulpmes, Tirol) ist ein ehemaliger österreichischer Skispringer. Er gewann sechs Goldmedaillen bei Nordischen Skiweltmeisterschaften, vier bei Skiflug-Weltmeisterschaften und eine bei Olympischen Winterspielen. Darüber hinaus gewann er zweimal den Gesamtweltcup (2008/09, 2012/13), dreimal den Skiflug-Weltcup (2008/09, 2010/11, 2012/13) sowie zweimal die Vierschanzentournee (2011/12, 2012/13). Mit 53 Weltcup-Siegen ist er der erfolgreichste Skispringer der Weltcup-Geschichte.

## Werdegang
Gregor Schlierenzauer wurde in Kranj im Februar 2006 Juniorenweltmeister auf der Normalschanze. Er debütierte im März 2006 beim Weltcup von Oslo, wo er auf Anhieb als 24. die Punkteränge erreichte.

### Früher Durchbruch
Schon beim Sommer-Grand-Prix der Skispringer kündigte er 2006 seinen Durchbruch mit einem Sieg, zwei zweiten und einem dritten Platz sowie einem Sieg im Mannschaftsspringen an.
Seit dem zweiten Springen der Saison 2006/07 gehört er zum Stammaufgebot Österreichs für den Weltcup. Bei seinem ersten Einsatz der Saison sprang er auf den vierten Platz. Das zweite Springen von der Großschanze gewann er vor dem Norweger Anders Jacobsen und wurde somit zum damals fünftjüngsten Skisprung-Weltcupsieger. Bei der Vierschanzentournee 2006/07 schaffte er zwei Tagessiege und den zweiten Rang in der Gesamtwertung. Bei den Nordischen Skiweltmeisterschaften 2007 in Sapporo gewann er mit der Mannschaft die Goldmedaille im Springen von der Großschanze.
Die Saison 2007/08 verlief ebenfalls sehr erfolgreich; er wurde mit 18 Jahren und 47 Tagen jüngster Skiflugweltmeister der Geschichte und gewann am Tag danach mit Martin Koch, Thomas Morgenstern und Andreas Kofler auch den Team-Skiflugweltmeistertitel. Zum Saisonabschluss gewann er noch das Nordic Tournament 2008 und stellte am 14. März 2008 bei seinem Sieg beim Skifliegen in Planica mit 232,5 m einen neuen österreichischen Weitenrekord auf. Diesen Rekord überbot er am 15. März 2008 noch einmal mit 233,5 m.
Im Rahmen des FIS-Grand-Prix gewann Schlierenzauer im August 2008 das Springen in Pragelato und siegte damit in der Gesamtwertung des 4-Nations-Grand-Prix. Die beiden folgenden Grand-Prix-Springen in Zakopane konnte er ebenfalls für sich entscheiden. Mit weiteren Siegen in Klingenthal und Liberec gewann er auch die Gesamtwertung des FIS-Grand-Prix 2008. Als Mitglied der Skiflugteams wurde er im Oktober 2008 in der Kategorie „Mannschaften“ als Sportler des Jahres ausgezeichnet.

### Rekorde und erster Gesamt-Weltcupsieg
Am 10. Jänner 2009 verbesserte er den bisherigen Schanzenrekord von Sven Hannawald am Kulm um 1,5 m auf 215,5 m. Am 25. Jänner 2009 gewann er wie am Tag davor das Springen auf der Olympiaschanze von 2010 und stand bei starkem Aufwind die Rekordweite von 149 m. In der Saison 2008/09 gewann Schlierenzauer sechs Weltcup-Springen in Folge und stellte damit den Rekord von Janne Ahonen, Matti Hautamäki und Thomas Morgenstern ein. Er stellte außerdem einen Rekord von 13 gewonnenen Weltcup-Wettbewerben in einer Saison auf, der erst in der Saison 2015/16 von Peter Prevc (15 Siege) überboten werden sollte. Bei den Nordischen Skiweltmeisterschaften 2009 gewann er hinter seinem Mannschaftskameraden Wolfgang Loitzl die Silbermedaille auf der Normalschanze, mit dem Team holte er sich eine Woche später den Weltmeistertitel auf der Großschanze. Den Gesamtweltcup 2008/09 sicherte er sich mit 2.083 Punkten aus 27 Springen; das war Punkterekord im Weltcup der Skispringer, der jedoch ebenfalls von Peter Prevc (2.303 Punkte) in der Saison 2015/16 überboten wurde. Daneben gewann er in der gleichen Saison den Skiflugweltcup. Wenige Tage nach der Saison stürzte er bei Materialtests in Ramsau und zog sich einen Riss des Innenbandes im rechten Knie zu.

### Mit 26 Weltcup-Siegen zum neuen österreichischen Rekord und WM-Einzel-Gold

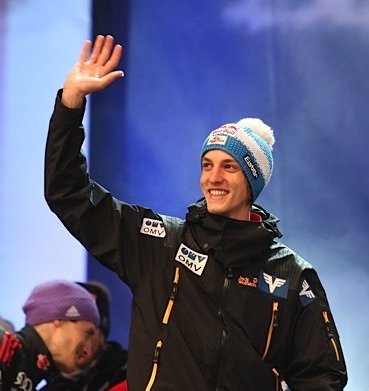
Gregor Schlierenzauer (2011)

Mit seinem Sieg in Engelberg am 19. Dezember 2009 gewann Schlierenzauer sein 26. Weltcup-Springen. Damit überholte er nach der Anzahl an Siegen Andreas Felder und stellte in dieser Kategorie mit nur 19 Jahren einen neuen österreichischen Rekord auf. Mit seinem Sieg am Kulm am 10. Jänner 2010, dem siebten Sieg in einem Skiflug-Wettbewerb, sicherte er sich in dieser Saison überdies den Rekord als erfolgreichster Skiflieger. Bei den Olympischen Winterspielen 2010 in Vancouver gewann er sowohl auf der Normal- als auch auf der Großschanze die Bronzemedaille. Zudem gewann er mit der österreichischen Mannschaft die Goldmedaille im Teamwettbewerb.
Zu Beginn der Saison 2010/11 verletzte er sich beim Training am linken Knie. Durch die Regenerationsphase war ein Kampf um den Gewinn des Gesamtweltcups nicht möglich, Schlierenzauer konnte sich jedoch bereits Anfang Jänner in Harrachov wieder unter den besten Zehn platzieren. Er steigerte kontinuierlich seine Leistungen und erreichte schließlich noch drei Siege und den neunten Platz im Gesamtweltcup.
Am 3. März 2011 gewann Schlierenzauer bei den Nordischen Skiweltmeisterschaften in Oslo auf dem Holmenkollbakken seine erste und einzige Einzel-Goldmedaille bei Nordischen Skiweltmeisterschaften. Bis dahin war der letzte österreichische Weltmeister auf der Großschanze Andreas Felder, dem dies 24 Jahre zuvor bei den Nordischen Skiweltmeisterschaften 1987 in Oberstdorf gelungen war. Außerdem gewann Schlierenzauer bei der besagten WM im Teamspringen sowohl auf der Kleinschanze als auch auf der Großschanze jeweils eine Goldmedaille.
Am 12. Februar 2011 beim Skifliegen in Vikersund flog Schlierenzauer auf 243,5 m und somit zu neuem österreichischen Landesrekord.

### Vierschanzentournee-Siege und zweiter Gesamt-Weltcupsieg
Im Winter 2011/12 konnte Schlierenzauer erstmals die Vierschanzentournee für sich entscheiden. Nach Siegen in Oberstdorf und Garmisch-Partenkirchen und belegte er in Innsbruck den zweiten und in Bischofshofen den dritten Platz.
Beim Skiflug-Bewerb am Kulm am 15. Januar 2012 riss der Anzug von Schlierenzauer kurz vor seinem Sprung. Dieser konnte nicht mehr regelkonform repariert werden. Schlierenzauer startete dennoch und hätte diesen Wettbewerb gewonnen, doch er wurde aufgrund des zerrissenen Anzuges disqualifiziert. Dies sollte ihm am Ende den Gesamtweltcup kosten.
Am 4. Februar 2012 gewann er im Val di Fiemme im Alter von 22 Jahren sein bereits 40. Weltcupspringen. Er überholte damit in der ewigen Bestenliste nach Weltcupsiegen Adam Małysz.
Vor dem Auftakt in die Weltcup-Saison 2012/13 machte Gregor Schlierenzauer mit erheblicher Kritik am neuen Anzugsreglement des Internationalen Skiverbandes FIS Schlagzeilen. Geplant war es, dass die Anzüge ab der kommenden Saison hauteng anliegen müssen und zwischen Körper und Haut kein Toleranzbereich mehr zugelassen ist. Erst nach der Kritik von Schlierenzauer hat man sich dafür entschieden, wieder zwei Zentimeter Toleranzbereich einzuführen. Die Reglementänderung im Anzugsbereich gilt als einer der weitreichendsten Eingriffe in das Flugsystem seit vielen Jahren.
Im Jänner 2013 entschied Schlierenzauer zum zweiten Mal die Vierschanzentournee für sich. Er war der erste Athlet seit Janne Ahonen 2006, dem die erfolgreiche Titelverteidigung bei diesem Wettbewerb gelang.
Beim Skiflugwettbewerb in Vikersund am 26. Januar 2013 konnte er den bisherigen Rekord Matti Nykänens von 46 Weltcup-Siegen einstellen. Beim Skiflugwettbewerb am 3. Februar 2013 in Harrachov konnte er diesen schließlich überbieten. Auch den zweiten Wettbewerb an diesem Tag gewann er.
Im finnischen Kuopio reichte Schlierenzauer bei noch vier ausstehenden Einzelspringen ein fünfter Platz zum vorzeitigen Gewinn des Gesamtweltcups.
Bei den Nordischen Skiweltmeisterschaften 2013 in Val di Fiemme gewann er Gold mit der Mannschaft und Silber im Einzel von der Normalschanze sowie mit dem Mixed-Team. Mit seinem insgesamt 50. Weltcupsieg sicherte er sich am 22. März 2013 im Skifliegen in Planica zum dritten Mal die kleine Kristallkugel im Skiflugweltcup.

### Abbruch der Dominanz und letzte Jahre an der Weltspitze
Im folgenden Winter 2013/14 verweigerte Schlierenzauer, gemeinsam mit Anders Bardal, das Springen beim stürmischen Saisonauftakt in Klingenthal. Er gewann jedoch seine beiden ersten Einsätze im Weltcup in diesem Winter, mit Siegen in Kuusamo und Lillehammer. Danach brach seine Dominanz im Weltcup jedoch ab und er schaffte keinen Sieg mehr in dieser Saison.
Die Olympischen Spiele 2014 in Sotschi verliefen enttäuschend für Schlierenzauer. So gab er bereits zu Saisonbeginn bekannt, dass er Olympia in dieser Saison alles unterordne und Olympia-Einzel-Gold das Ziel ist. Doch belegte er nur Rang 11 auf der Normalschanze und Rang 7 auf der Großschanze. Danach kam es zu großen Spannungen zwischen Schlierenzauer und Teamchef Alexander Pointner. Mit dem Team reichte es für eine Silbermedaille.
Die Saison 2014/15 verlief für Schlierenzauer ebenfalls schwierig. Nach einem enttäuschenden Saisonauftakt gewann er jedoch am 6. Dezember 2014 das erste Springen in Lillehammer und feierte damit seinen 53. und letzten Weltcupsieg. Damit hält er bei den Männern den Rekord an Weltcupsiegen in Einzelspringen.
Eine Woche später feierte er in Nischni Tagil, mit einem zweiten Platz, seinen 88. und letzten Podestplatz im Weltcup. Im weiteren Verlauf der Saison kämpfte Schlierenzauer mit seiner Form und es gelang ihm kein weiterer Podestplatz im Weltcup mehr. Bei den Nordischen Skiweltmeisterschaften 2015 in Falun wurde er jedoch sowohl zweiter von der Großschanze als auch mit dem österreichischen Team.

### Erfolglose Jahre
In der Weltcup-Saison 2015/16 legte er nach einem 17. Platz im Auftaktspringen in Klingenthal eine Pause zum Trainieren ein und ließ sich medizinisch untersuchen. Bei der Vierschanzentournee startete er wieder, wurde aber nach schwachen Ergebnissen vor dem letzten Springen aus der Konkurrenz genommen. Wenige Tage danach gab er die Entscheidung bekannt, nicht an der Skiflug-Weltmeisterschaft am Kulm teilzunehmen und sich für eine unbestimmte Zeit eine Auszeit vom Weltcup zu nehmen. Im März 2016 verletzte sich Schlierenzauer beim alpinen Skifahren in Kanada und zog sich dabei einen Kreuzbandriss zu, wodurch er rund acht Monate ausfiel.
Mitte Dezember 2016 kündigte Schlierenzauer sein Comeback für Mitte Jänner 2017 im Rahmen der Wettkämpfe in Wisła an. Dabei konnte er sich am ersten Wettkampftag am 14. Jänner mit Rang 31 nach dem ersten Sprunglauf um 1,6 Punkte nicht für den zweiten Durchgang qualifizieren; am nächsten Tag gelang ihm der achte Rang, nachdem er nach dem ersten Durchgang auf Rang vier gelegen war. Bei den Weltmeisterschaften in Lahti gewann er mit der Mannschaft Bronze. Zu den Abschlusswettbewerben vom 24. bis 26. März in Planica wurde er von Trainer Heinz Kuttin wegen „inkonstanter Leistungen“ nicht berücksichtigt.
Bei den Olympischen Spielen 2018 in Pyeongchang gehörte er zum fünfköpfigen Aufgebot der Österreicher. Während der Trainingsdurchgänge musste er gegen seine Teamkollegen um einen Start im Wettbewerb springen. So nahm er an zwei von drei Wettkämpfen teil. Im Einzelwettbewerb auf der Normalschanze belegte er den 22. Platz und im Mannschaftsspringen auf der Großschanze wurde er zusammen mit Stefan Kraft, Manuel Fettner und Michael Hayböck Vierter. Am 22. März 2018 flog er in Planica auf 253,5 Meter und egalisierte damit die Weltrekordweite seines Teamkollegen Stefan Kraft. Da er jedoch bei der Landung in den Schnee greifen musste, gilt der Rekord nicht als offiziell. Nachdem er den Gesamtweltcup als 35. beendet hatte, gehörte er allerdings bei der darauffolgenden Kadereinteilung nicht mehr zum Nationalkader des ÖSV.
In der Saison 2018/19 legte er von Dezember bis Februar eine zehnwöchige Pause ein und stieg in Lahti wieder in den Weltcup ein, wo er in der Qualifikation Elfter wurde. Auch deswegen erhielt er vom Trainer einen Startplatz für das Mannschaftsspringen, das er am 9. Februar 2019 gemeinsam mit Philipp Aschenwald, Michael Hayböck und Stefan Kraft vor Deutschland und Japan gewann.
Im Mai 2019 wurde bekannt, dass Schlierenzauer künftig wieder mit Werner Schuster zusammenarbeiten wird. Beim Grand Prix in Hinterzarten erreichte Schlierenzauer zum ersten Mal seit knapp vier Jahren das Podest bei einem Einzelwettkampf. In der Weltcupsaison 2019/20 erzielte er vier Top-Ten-Platzierungen, mit Rang vier in Nischni Tagil als bestes Einzelergebnis. Im Gesamtweltcup erreichte er mit Rang 20 seine beste Platzierung seit der Saison 2014/15.
2020/21 erkrankte er Ende November nach den Bewerben in Wisla an COVID-19, als sich ein Cluster im ÖSV-Team bildete. Schlierenzauer musste die durchwachsene Saison frühzeitig Ende Februar 2021 beenden, nachdem er sich bei einem Continentalcup in Brotterode einen Kreuzbandriss zuzog.
Einer Pressemitteilung vom 11. Mai 2021 zufolge verlor er aufgrund anhaltend schwacher Leistungen seinen Platz im ÖSV-Kader für die Saison 2021/22.
Am 21. September 2021 gab er auf seiner Website das Ende seiner sportlichen Laufbahn bekannt.

## Privates
Gregor Schlierenzauer lebt in Fulpmes und startete für den SV Innsbruck-Bergisel. Sein Manager – und Onkel mütterlicherseits – Markus Prock ist mehrfacher Rodelweltmeister und dreifacher Medaillengewinner bei Olympischen Winterspielen. Schlierenzauer ist von Geburt an auf dem linken Ohr taub. 2007 wurde er mit dem Goldenen Ehrenzeichen für Verdienste um die Republik Österreich ausgezeichnet.

## Erfolge

### Olympische Winterspiele
Olympische Winterspiele 2010 in Vancouver
- Bronze im Einzelspringen (Normalschanze)
- Bronze im Einzelspringen (Großschanze)
- Gold im Mannschaftswettbewerb (Großschanze)

Olympische Winterspiele 2014 in Sotschi
- Silber im Mannschaftswettbewerb (Großschanze)

### Nordische Skiweltmeisterschaften
- 2007 in Sapporo: Gold im Mannschaftswettbewerb (Großschanze)
- 2009 in Liberec: Silber im Einzelspringen (Normalschanze), Gold im Mannschaftswettbewerb (Großschanze)
- 2011 in Oslo: Gold im Einzelspringen (Großschanze), 2 × Gold im Mannschaftswettbewerb (Groß- u. Normalschanze)
- 2013 in Val di Fiemme: Silber im Einzelspringen (Normalschanze), Gold im Mannschaftswettbewerb (Großschanze), Silber im Mixed-Team (Normalschanze)
- 2015 in Falun: Silber im Einzelspringen (Großschanze), Silber im Mannschaftswettbewerb (Großschanze)
- 2017 in Lahti: Bronze im Mannschaftswettbewerb (Großschanze)

### Skiflug-Weltmeisterschaften
- 2008 in Oberstdorf: Gold im Einzelspringen, Gold im Mannschaftsbewerb
- 2010 in Planica: Silber im Einzelspringen, Gold im Mannschaftsbewerb
- 2012 in Vikersund: Gold im Mannschaftsbewerb

### Weltcupsiege im Einzel
| Nr. | Datum             | Ort                      | Typ            |
| --- | ----------------- | ------------------------ | -------------- |
| 01. | 3. Dezember 2006  | Lillehammer              | Großschanze    |
| 02. | 16. Dezember 2006 | Engelberg                | Großschanze    |
| 03. | 30. Dezember 2006 | Oberstdorf               | Großschanze    |
| 04. | 7. Jänner 2007    | Bischofshofen            | Großschanze    |
| 05. | 7. Februar 2007   | Klingenthal              | Großschanze    |
| 06. | 1. Jänner 2008    | Garmisch-Partenkirchen   | Großschanze    |
| 07. | 25. Jänner 2008   | Zakopane                 | Großschanze    |
| 08. | 7. März 2008      | Lillehammer              | Großschanze    |
| 09. | 9. März 2008      | Oslo                     | Großschanze    |
| 10. | 14. März 2008     | Planica                  | Flugschanze    |
| 11. | 16. März 2008     | Planica                  | Flugschanze    |
| 12. | 6. Dezember 2008  | Trondheim                | Großschanze    |
| 13. | 21. Dezember 2008 | Engelberg                | Großschanze    |
| 14. | 10. Jänner 2009   | Bad Mitterndorf/Tauplitz | Flugschanze    |
| 15. | 11. Jänner 2009   | Bad Mitterndorf/Tauplitz | Flugschanze    |
| 16. | 17. Jänner 2009   | Zakopane                 | Großschanze    |
| 17. | 24. Jänner 2009   | Whistler                 | Großschanze    |
| 18. | 25. Jänner 2009   | Whistler                 | Großschanze    |
| 19. | 31. Jänner 2009   | Sapporo                  | Großschanze    |
| 20. | 8. Februar 2009   | Willingen                | Großschanze    |
| 21. | 11. Februar 2009  | Klingenthal              | Großschanze    |
| 22. | 8. März 2009      | Lahti                    | Normalschanze  |
| 23. | 15. März 2009     | Vikersund                | Flugschanze    |
| 24. | 20. März 2009     | Planica                  | Flugschanze    |
| 25. | 5. Dezember 2009  | Lillehammer              | Großschanze    |
| 26. | 19. Dezember 2009 | Engelberg                | Großschanze    |
| 27. | 1. Jänner 2010    | Garmisch-Partenkirchen   | Großschanze    |
| 28. | 3. Jänner 2010    | Innsbruck                | Großschanze    |
| 29. | 10. Jänner 2010   | Bad Mitterndorf/Tauplitz | Flugschanze    |
| 30. | 22. Jänner 2010   | Zakopane                 | Großschanze    |
| 31. | 23. Jänner 2010   | Zakopane                 | Großschanze    |
| 32. | 6. Februar 2010   | Willingen                | Großschanze    |
| 33. | 12. Februar 2011  | Vikersund                | Flugschanze *  |
| 34. | 13. Februar 2011  | Vikersund                | Flugschanze    |
| 35. | 18. März 2011     | Planica                  | Flugschanze    |
| 36. | 9. Dezember 2011  | Harrachov                | Großschanze    |
| 37. | 30. Dezember 2011 | Oberstdorf               | Großschanze    |
| 38. | 1. Jänner 2012    | Garmisch-Partenkirchen   | Großschanze    |
| 39. | 21. Jänner 2012   | Zakopane                 | Großschanze    |
| 40. | 4. Februar 2012   | Val di Fiemme            | Großschanze    |
| 41. | 25. November 2012 | Lillehammer              | Großschanze    |
| 42. | 8. Dezember 2012  | Sotschi                  | Normalschanze  |
| 43. | 16. Dezember 2012 | Engelberg                | Großschanze    |
| 44. | 4. Jänner 2013    | Innsbruck                | Großschanze    |
| 45. | 6. Jänner 2013    | Bischofshofen            | Großschanze    |
| 46. | 26. Jänner 2013   | Vikersund                | Flugschanze    |
| 47. | 3. Februar 2013   | Harrachov                | Flugschanze    |
| 48. | 3. Februar 2013   | Harrachov                | Flugschanze    |
| 49. | 17. März 2013     | Oslo                     | Großschanze ** |
| 50. | 22. März 2013     | Planica                  | Flugschanze    |
| 51. | 29. November 2013 | Kuusamo                  | Großschanze    |
| 52. | 7. Dezember 2013  | Lillehammer              | Normalschanze  |
| 53. | 6. Dezember 2014  | Lillehammer              | Großschanze    |

* ex aequo mit Johan Remen Evensen
** ex aequo mit Piotr Żyła

### Weltcupsiege im Team
| Nr. | Datum             | Ort         | Typ           |
| --- | ----------------- | ----------- | ------------- |
| 01. | 11. Februar 2007  | Willingen   | Großschanze   |
| 02. | 10. März 2007     | Lahti       | Großschanze   |
| 03. | 7. März 2009      | Lahti       | Großschanze   |
| 04. | 14. März 2009     | Lillehammer | Flugschanze   |
| 05. | 27. November 2009 | Kuusamo     | Großschanze   |
| 06. | 30. Jänner 2010   | Oberstdorf  | Flugschanze   |
| 07. | 27. November 2010 | Kuusamo     | Großschanze   |
| 08. | 29. Jänner 2011   | Willingen   | Großschanze   |
| 09. | 6. Februar 2011   | Oberstdorf  | Flugschanze   |
| 10. | 12. März 2011     | Lahti       | Großschanze   |
| 11. | 19. März 2011     | Planica     | Flugschanze   |
| 12. | 27. November 2011 | Kuusamo     | Großschanze   |
| 13. | 3. März 2012      | Lahti       | Normalschanze |
| 14. | 17. März 2012     | Planica     | Flugschanze   |
| 15. | 1. März 2014      | Lahti       | Großschanze   |
| 16. | 22. März 2014     | Planica     | Großschanze   |
| 17. | 9. Februar 2019   | Lahti       | Großschanze   |

### Grand-Prix-Siege im Einzel
| Nr. | Datum              | Ort         | Typ           |
| --- | ------------------ | ----------- | ------------- |
| 01. | 16. August 2006    | Courchevel  | Großschanze   |
| 02. | 16. August 2007    | Pragelato   | Großschanze   |
| 03. | 6. Oktober 2007    | Klingenthal | Großschanze   |
| 04. | 5. August 2008     | Pragelato   | Großschanze   |
| 05. | 30. August 2008    | Zakopane    | Großschanze   |
| 06. | 30. August 2008    | Courchevel  | Großschanze   |
| 07. | 3. Oktober 2008    | Klingenthal | Großschanze   |
| 08. | 4. Oktober 2008    | Liberec     | Großschanze   |
| 09. | 22. August 2009    | Zakopane    | Großschanze   |
| 10. | 3. Oktober 2009    | Klingenthal | Großschanze   |
| 11. | 1. Oktober 2011    | Hinzenbach  | Normalschanze |
| 12. | 9. August 2014     | Einsiedeln  | Großschanze   |
| 13. | 27. September 2015 | Hinzenbach  | Normalschanze |

### Grand-Prix-Siege im Team
| Nr. | Datum           | Ort          | Typ                      |
| --- | --------------- | ------------ | ------------------------ |
| 1.  | 5. August 2006  | Hinterzarten | Normalschanze            |
| 2.  | 11. August 2007 | Hinterzarten | Normalschanze            |
| 3.  | 26. Juli 2008   | Hinterzarten | Normalschanze            |
| 4.  | 22. Juli 2011   | Zakopane     | Großschanze              |
| 5.  | 18. August 2012 | Hinterzarten | Normalschanze Mixed-Team |

### Continental-Cup-Siege im Einzel
| Nr. | Datum         | Ort     | Typ           |
| --- | ------------- | ------- | ------------- |
| 1.  | 23. Juli 2006 | Villach | Normalschanze |

### Weitere Erfolge
- 11-facher Österreichischer Meister (2007 Normal- & Großschanze, 2008 	Großschanze, 2009	Normal- &	Großschanze, 2010 Normal- & Großschanze, 2011 Normalschanze & Team, 2012 Großschanze, 2020 Normalschanze)
- 3 Alpencup-Siege im Einzel
- 2-mal Juniorenweltmeister auf der Normalschanze 2006 (Einzel und Team)

## Statistik

### Weltcup-Platzierungen
| Saison  | Platz | Punkte |
| ------- | ----- | ------ |
| 2005/06 | 73.   | 0007   |
| 2006/07 | 04.   | 0956   |
| 2007/08 | 02.   | 1561   |
| 2008/09 | 01.   | 2083   |
| 2009/10 | 02.   | 1368   |
| 2010/11 | 09.   | 0761   |
| 2011/12 | 02.   | 1267   |
| 2012/13 | 01.   | 1620   |
| 2013/14 | 06.   | 0943   |
| 2014/15 | 10.   | 0739   |
| 2015/16 | 43.   | 0053   |
| 2016/17 | 34.   | 0094   |
| 2017/18 | 35.   | 0077   |
| 2018/19 | 48.   | 0023   |
| 2019/20 | 20.   | 0356   |
| 2020/21 | 65.   | 0008   |

### Vierschanzentournee-Platzierungen
| Saison  | Platz | Punkte |
| ------- | ----- | ------ |
| 2006/07 | 02.   | 0944,6 |
| 2007/08 | 12.   | 0902,3 |
| 2008/09 | 03.   | 1077,1 |
| 2009/10 | 04.   | 1011,1 |
| 2010/11 | 36.   | 0452,1 |
| 2011/12 | 01.   | 0933,8 |
| 2012/13 | 01.   | 1100,2 |
| 2013/14 | 08.   | 0932,0 |
| 2014/15 | 07.   | 1050,2 |
| 2015/16 | 33.   | 0439,4 |
| 2017/18 | 26.   | 0702,2 |
| 2019/20 | 28.   | 0737,3 |
| 2020/21 | 60.   | 0114,0 |

### Skiflug-Weltcup-Platzierungen
| Saison  | Platz | Punkte |
| ------- | ----- | ------ |
| 2008/09 | 01.   | 477    |
| 2009/10 | 02.   | 181    |
| 2010/11 | 01.   | 475    |
| 2011/12 | 08.   | 168    |
| 2012/13 | 01.   | 544    |
| 2013/14 | 03.   | 140    |
| 2014/15 | 18.   | 58     |
| 2016/17 | 34.   | 15     |
| 2017/18 | 46.   | 4      |

### Grand-Prix-Platzierungen
| Saison | Platz | Punkte |
| ------ | ----- | ------ |
| 2006   | 05.   | 330    |
| 2007   | 03.   | 417    |
| 2008   | 01.   | 694    |
| 2009   | 05.   | 280    |
| 2010   | 16.   | 124    |
| 2011   | 04.   | 400    |
| 2012   | 41.   | 053    |
| 2013   | 64.   | 022    |
| 2014   | 04.   | 244    |
| 2015   | 31.   | 100    |
| 2017   | 25.   | 091    |
| 2018   | 29.   | 066    |
| 2019   | 12.   | 147    |

### Ungültiger Weltrekord
| #         | Schanze                          | Ort     | Land      | Weite   | aufgestellt am | Rekord bis |
| --------- | -------------------------------- | ------- | --------- | ------- | -------------- | ---------- |
| Berührung | Letalnica bratov Gorišek (HS240) | Planica | Slowenien | 253,5 m | 22. März 2018  | Ungültig   |

### Schanzenrekorde
| Schanze                            | Ort                      | Land        | Weite   | aufgestellt am   | Rekord bis        |
| ---------------------------------- | ------------------------ | ----------- | ------- | ---------------- | ----------------- |
| Lysgårdsbakken (HS138)             | Lillehammer              | Norwegen    | 139,0 m | 1. Dezember 2006 | 1. Dezember 2006  |
| Lysgårdsbakken (HS138)             | Lillehammer              | Norwegen    | 140,0 m | 1. Dezember 2006 | 2. Dezember 2006  |
| Lysgårdsbakken (HS138)             | Lillehammer              | Norwegen    | 141,0 m | 2. Dezember 2006 | 3. Dezember 2006  |
| Vogtland Arena (HS140)             | Klingenthal              | Deutschland | 142,5 m | 7. Februar 2007  | 2. Februar 2011   |
| Rukatunturi-Schanze (HS142)        | Kuusamo                  | Finnland    | 147,0 m | 1. Dezember 2007 | 25. November 2017 |
| Große Olympiaschanze (HS125)       | Garmisch-Partenkirchen   | Deutschland | 141,0 m | 1. Jänner 2008   | 1. Februar 2010   |
| Schanzen Einsiedeln (HS117)        | Einsiedeln               | Schweiz     | 121,0 m | 1. August 2008   | aktuell           |
| Granåsen (HS131)                   | Trondheim                | Norwegen    | 139,0 m | 5. Dezember 2008 | 6. Dezember 2008  |
| Granåsen (HS131)                   | Trondheim                | Norwegen    | 140,0 m | 6. Dezember 2008 | 8. März 2012      |
| Lysgårdsbakken (HS138)             | Lillehammer              | Norwegen    | 143,0 m | 7. März 2008     | 6. Dezember 2009  |
| Kulm (HS200)                       | Bad Mitterndorf/Tauplitz | Österreich  | 215,5 m | 10. Jänner 2009  | 9. Jänner 2015    |
| Whistler Olympic Park (HS140)      | Whistler                 | Kanada      | 143,5 m | 23. Jänner 2009  | 25. Jänner 2009   |
| Whistler Olympic Park (HS140)      | Whistler                 | Kanada      | 149,0 m | 25. Jänner 2009  | aktuell           |
| Brunnentalschanze (HS115)          | Stams                    | Österreich  | 118,0 m | 17. Oktober 2009 | aktuell           |
| Wielka Krokiew (HS134)             | Zakopane                 | Polen       | 140,0 m | 23. Jänner 2010  | 23. Jänner 2010   |
| Vogtland Arena (HS140)             | Klingenthal              | Deutschland | 143,5 m | 1. Februar 2011  | 1. Februar 2011   |
| Midtstubakken (HS106)              | Oslo                     | Norwegen    | 108,5 m | 25. Februar 2011 | 26. Februar 2011  |
| Midtstubakken (HS106)              | Oslo                     | Norwegen    | 110,0 m | 26. Februar 2011 | aktuell           |
| Trambulina Valea Cărbunării (HS97) | Râșnov                   | Rumänien    | 103,0 m | 22. Februar 2020 | aktuell           |

## Rekorde

### Aktuelle Rekorde
Gregor Schlierenzauer stellte im Laufe seiner aktiven Karriere zahlreiche Rekorde auf. Am 26. Januar 2013 wurde er mit seinem 46. Weltcupsieg, gemeinsam mit Matti Nykänen, Rekord-Weltcupsieger. Am 3. Februar 2013 erzielte er seinen 47. Weltcupsieg und ist seitdem alleiniger Rekord-Weltcupsieger. Insgesamt erzielte Schlierenzauer 53. Weltcupsiege.
Ebenso konnte Schlierenzauer die meisten Teamsiege im Weltcup erringen, insgesamt kommt er mit Österreich auf 17 Siege. Einzel- und Teamsiege zusammengerechnet, erzielte er 70 Weltcupsiege, ein weiterer Rekord.
Weitere Rekorde sind seine insgesamt 14 Weltcupsiege im Skifliegen und seine 36 Weltcupsiege auf Großschanzen. Mit 18 Jahren ist er außerdem der jüngste Skiflug-Weltmeister.
Er teilt sich den Rekord für die meisten Skiflug-Kristallkugeln (drei) mit Peter Prevc und Stefan Kraft.
Zusammen mit Janne Ahonen, Matti Hautamäki, Thomas Morgenstern und Ryōyū Kobayashi hält er mit sechs Siegen in Folge die längste Siegesserie im Weltcup.
In der Saison 2012/13 erzielte er 544 Punkte in der Skiflugwertung, ein bis heute gültiger Rekord.
Zusammen mit Johan Remen Evensen erreichte Schlierenzauer die höchste Punktzahl in einem einzelnen Skisprung-Wettbewerb (mit maximal zwei Durchgängen), als beide 2011 beim ersten Skiflug-Wettbewerb in Vikersund 498,6 Punkte erreichten.
Er ist, neben Stefan Kraft, der einzige Skispringer, der bei sechs aufeinanderfolgenden Nordischen Skiweltmeisterschaften (2007–2017) mindestens eine Medaille gewinnen konnte.

### Ehemalige Rekorde
Von 2009 bis 2016 hielt Schlierenzauer den Rekord für die meisten Weltcup-Siege (13), die meisten Podestplätze (20) und die meisten Punkte (2083) in einer Saison.
Bis 2023 waren auch seine 19 Podestplätze bei Skiflug-Wettbewerben und 36 Podestplätze bei Mannschaftswettbewerben ein Rekord.
Von 2015 bis 2022 teilte er sich mit Adam Małysz den Rekord für die meisten Siege (13) beim Sommer-Grand-Prix.
Im Jahr 2008 stellte Schlierenzauer mit 232,5 Metern einen neuen österreichischen Skiflug-Landesrekord auf, den er kurz darauf auf 233,5 Meter verbessern konnte. 2011 stellte er mit 243,5 Metern einen weiteren neuen Landesrekord auf.

## Auszeichnungen

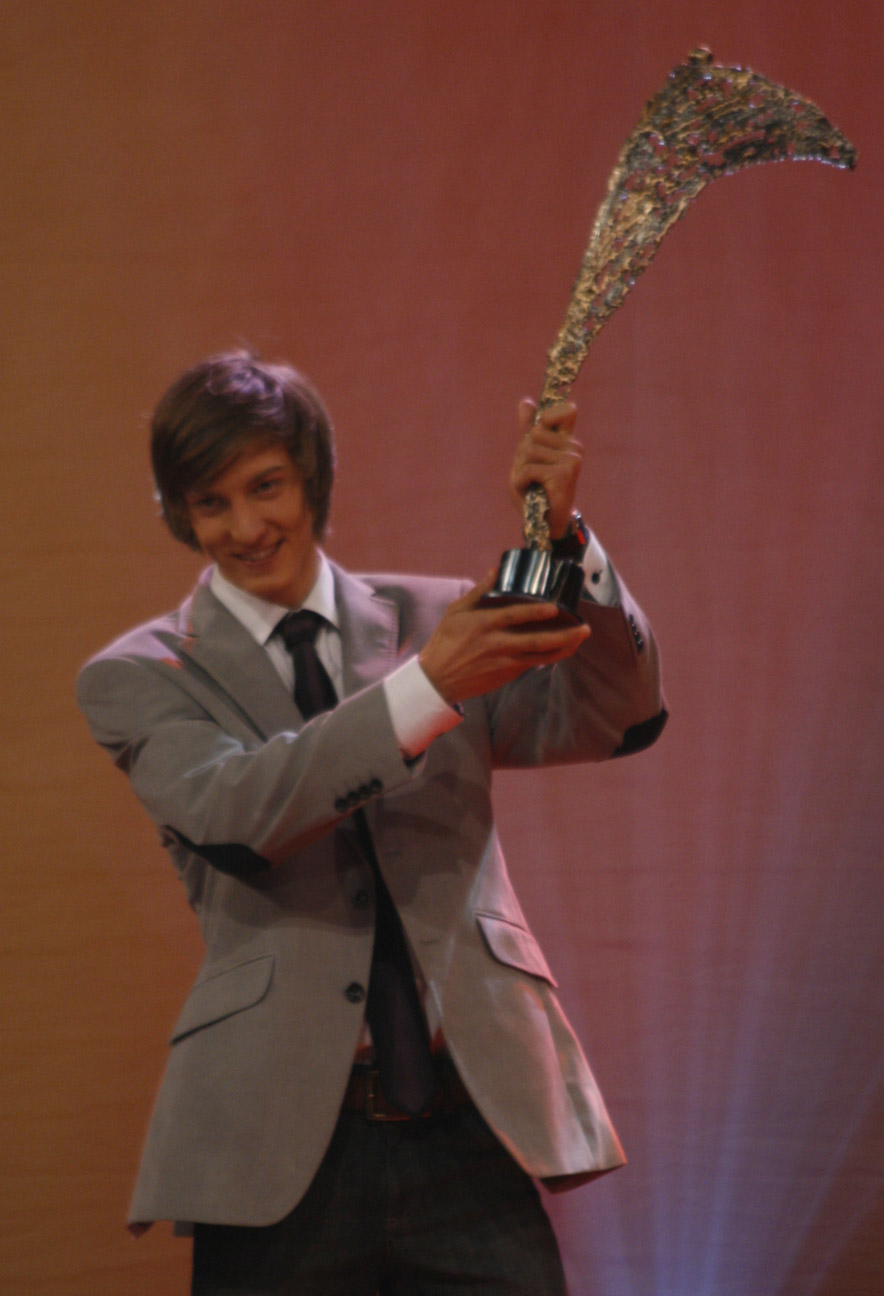
Gregor Schlierenzauer bei der Ehrung der Sportler des Jahres 2008

- 2007: Goldenes Ehrenzeichen für Verdienste um die Republik Österreich
- 2007: Österreichs sportlicher Aufsteiger des Jahres
- 2008: Teil der österreichischen Mannschaft des Jahres (Nationalmannschaft Skispringen)
- 2009: Teil der österreichischen Mannschaft des Jahres (Nationalmannschaft Skispringen)
- 2009: Tiroler Sportler des Jahres[30]
- 2011: Teil der österreichischen Mannschaft des Jahres (Nationalmannschaft Skispringen)
- 2012: Teil der österreichischen Mannschaft des Jahres (Nationalmannschaft Skispringen)
- 2012: Tiroler Sportler des Jahres[31]
- 2013: Sportehrenzeichen der Marktgemeinde Fulpmes[32]
- 2013: Holmenkollen-Medaille[33]

### Platzierungen bei der Wahl zu Österreichs Sportler des Jahres
- 2007: Platz 6[34]
- 2008: Platz 3[35]
- 2009: Platz 2[36]
- 2010: Platz 2[37]
- 2011: Platz 3[38]
- 2012: Platz 3[39]
- 2013: Platz 3[40]